# ウェルトゥムヌスとポモナ (メルツィ)
『ウェルトゥムヌスとポモナ』（独: Vertumnus Und Pomona、英: Vertumnus and Pomona）は、イタリア・ルネサンスの画家フランチェスコ・メルツィが1518-1522年ごろ、板上に油彩で制作した絵画である (キャンバスに移転されている) 。古代ローマの神ウェルトゥムヌスが老女の姿で女性ポモナを誘惑しようとしているところが描かれている。作品はベルリン美術館群を構成する美術館の1つである絵画館に所蔵されている。

## 分析
『ウェルトゥムヌスとポモナ』はレオナルデスキ (レオナルド・ダ・ヴィンチの追随者) に典型的な様式で描かれている。レオナルド的類型の伏し目の硬く微笑む女性の顔とスフマートの技法を用い、レオナルド的植物の観察を表している。絵画はまた、レオナルドの1513年以前の知られている構図から借用している。たとえば、『聖アンナと聖母子』 (ルーヴル美術館)  と同じ色彩構成を持っている。背景の高い山並み、とりわけ左側のアーチのある橋は『モナリザ』 (ルーヴル美術館) の背景から借用している。さらに、ポモナのポーズは、『聖アンナと聖母子と幼児聖ヨハネ』 (ロンドン・ナショナル・ギャラリー)  の聖母マリアのポーズに非常に関連性がある。

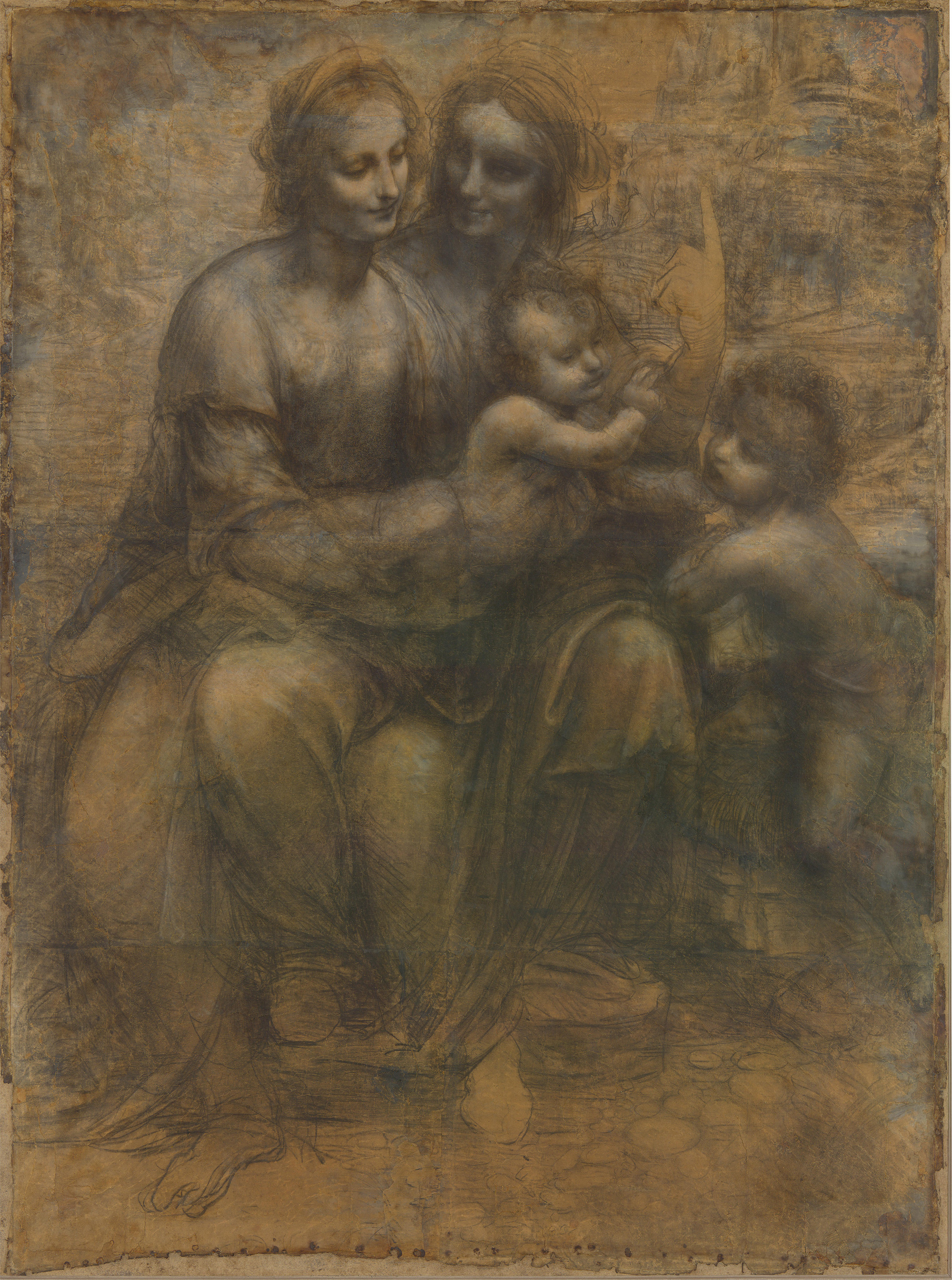
レオナルド・ダ・ヴィンチ『聖アンナと聖母子と幼児聖ヨハネ』、1500年ごろ。キャンバスに貼った紙上にチャコールと白チョーク。141.5 x 104.6センチ。 ナショナル・ギャラリー (ロンドン)

絵画の解釈の多くは人物を取り巻く植物のさまざまな象徴性に拠っており、それらの象徴は16世紀と17世紀の鑑賞者たちには理解されたであろう。それらの象徴の中で最も重要なのは、画面中央の楡 (ニレ) の木とツタである。絵画はオウィディウスの『変身物語』の14巻の場面を描いており、ウェルトゥムヌスが楡とツタの寓話を用いて、ポモナを誘惑しようとしているところが表されている。刈り込まれた楡の木はしばしばツタを這わせるために用いられたため、ラテン語の著作者たちは往々にしてこれら2つの植物を結婚の象徴と捉えた。画面前景には、メルツィの『フローラ』 (エルミタージュ美術館) で目立つオダマキの茂みがあるが、オダマキは「豊穣」の象徴である。

## 帰属
『ウェルトゥムヌスとポモナ』は、フリードリヒ2世 (プロイセン王) のコレクションにあった時などにレオナルドの作品であると誤認された。しかしながら、議論されたとはいえ、絵画は長い期間フランチェスコ・メルツィに帰属された歴史を持つ。 最初に絵画をメルツィに帰属したのは美術史家のピエール＝ジャン・マリエット (1694–1774年) である。1877年、初期の、しかし不確かなメルツィへの帰属が美術史家のジョヴァンニ・モレッリによってなされた。1905年、ヴィルヘルム・フォン・ボーデは本作とエルミタージュ美術館の『フローラ』の作者をメルツィに確定した。1919年、モレッリの帰属を論じて、マリオン・ウィルコックス (Marion Wilcox) は、他の作者としてジャンペトリーノしか想定できないため、メルツィだけが作者でありうると主張した。ウィルコックスにとって、ジャンペトリーノの作品は『ウェルトゥムヌスとポモナ』の「水準」には決して至らなかったのである。1929年、ヴィルヘルム・スイーダもまた、レオナルドとの様式的関連性にもとづいて絵画をメルツィに帰属した。
同様に、メルツィ以外の帰属もなされてきた。1889年に、ゲオルク・ヒルト (Georg Hirth) とリヒャルト・ムター (Richard Muther)  は、メルツィが「アマチュア画家」であったという以上の16世紀の証拠がほとんどないため、絵画はメルツィによって描かれたことはありえないと主張した。1959年に、ロドマン・ヘンリー (Rodman Henry) は本作と『フローラ』が同じ様式を共有していると認めたものの、メルツィが職業画家であったと示唆する証拠はあまりにも少ないとヒルト、ムターに同意し、「メルツィがただの１点の絵画でも残したと示唆するいかなる形の証拠もまったくない」と記した。ヘンリーは、メルツィはレオナルドが1519年にフランスのクロ・リュセ城で死去するまでいっしょにいたが、レオナルドがメルツィを決して画家として記述することはなかったことに着目した。
1995年、作品にメルツィの署名の痕跡が発見されたが、それはウェルトゥムヌスの足元の岩上にあるギリシア文字の「S」と「H」であった。このことは、少なくとも18世紀まで絵画には署名があったという早い時期の記述と一致する。署名は、おそらく絵画がレオナルドのものとして売却できるように除去されたのであろう。

## 来歴
絵画の知られている来歴は以下の通りである。
- 18世紀、パリのサン＝シモン (Saint-Simon) 大公のコレクション
- 1771年、フリードリヒ2世 (プロイセン王) のコレクションにあり、サン・スーシ宮殿にレオナルドの作品として所蔵されていた (M. Austriaのリストによると目録番号44) 。
- 1820年、ジャン・ジャコモ・カプロッティ (サライ) の作品として絵画館 (ベルリン) により購入された (目録番号222) 。